# Tachina arvensis
Tachina arvensis là một loài ruồi trong họ Tachinidae.